# Yoni Gomis
Pour les articles homonymes, voir Gomis.
Yoni Gomis, né le 23 septembre 2005 à Saint-Aubin-lès-Elbeuf en France, est un footballeur franco-sénégalais qui joue au poste de défenseur central au SK Beveren, en prêt du RC Strasbourg.

## Biographie

### Jeunesse et formation au Havre AC (2011-2024)
Né à Saint-Aubin-lès-Elbeuf, Yoni Gomis commence le football au CMS Oissel en 2011, club de CFA 2 à cette époque. Il y reste durant cinq années, avant de rejoindre le FC Rouen en 2016. Repéré par Le Havre AC en 2018, il quitte sa famille pour intégrer le centre de formation du club doyen. Gomis évolue par la suite parmi toutes les catégories de jeunes du club, avec qui il découvre l'équipe U19 en 2022. Il marque son premier but en U19 Nationaux contre le LOSC.
Le 30 janvier 2022, il joue l'intégralité de la rencontre en coupe Gambardella qui voit son club éliminer le Paris Saint-Germain (1-0). Il devient cette saison-ci un titulaire habituel de sa catégorie, avant de découvrir l'équipe réserve du Havre en octobre 2022, lors d'un match nul face au FC Dieppe en National 3. En 2023, il fait partie de l'équipe du HAC qui atteint les huitièmes de finale de la coupe Gambardella. 
Il poursuit sa progression lors de la saison 2023-2024 en tant que titulaire avec l'équipe B du HAC en National 3. Il est aussi convoqué à trois reprises dans le groupe professionnel mais ne rentre pas en jeu.

### Signature au RC Strasbourg (depuis 2024)
Le 29 août 2024, il signe un contrat de cinq ans avec le RC Strasbourg. Il joue son premier match en professionnel lors d'une qualification en Coupe de France sur la pelouse de l'ES Thaon.

### En sélection
Yoni Gomis est convoqué pour la première fois en équipe de France U18 en septembre 2022, dans le cadre d'un tournoi amical. Sélectionné par Bernard Diomède, il dispute une mi-temps lors des deux premiers matchs du tournoi, largement remportés par la France face à l'Estonie (3-0) et l'Ecosse (5-1). Lors du dernier match, faisant office de finale, Yoni Gomis fait partie des quatre joueurs français expulsés, entraînant l'arrêt du match et la victoire de la Pologne (2-3),.  Au total, il dispute huit rencontres avec l'équipe de France U18, le dernier face à l'Arabie Saoudite lors du Tournoi International Maurice-Revello 2023, où il manque son tir au but.
Le 12 octobre 2023, il dispute son premier match avec l'équipe de France U19 face à l'Australie. Il participe ensuite aux matchs de qualification pour l'Euro U19 2024 en Irlande du Nord, avant d'être sélectionné par Bernard Diomède pour participer au tournoi en juillet. Il est titulaire lors des deux premières rencontres remportées par la France face à la Turquie (2-1) et au Danemark (4-2),. Il rentre en jeu lors du dernier match de groupe face à l'Espagne (2-2), et retrouve sa place de titulaire lors de la victoire face à l'Ukraine en demi-finale (1-0). À nouveau opposés aux Espagnols en finale, la France est battue (0-2), dans un match où Gomis est expulsé à la 77e minute à la suite d'un tacle par derrière en position de dernier défenseur.   
Le 14 octobre 2024, il joue son premier match avec l'équipe de France des moins de 20 ans face au Maroc.   

## Statistiques
| Saison                | Club                  | Championnat           | Championnat | Championnat | Championnat | Coupe(s) nationale(s) | Coupe(s) nationale(s) | Coupe(s) nationale(s) | Total | Total | Total |
| Saison                | Club                  | Division              | M.          | B.          | P.d.        | M.                    | B.                    | P.d.                  | M.    | B.    | P.d.  |
| 2023-2024             | Le Havre AC           | Ligue 1               | -           | -           | -           | -                     | -                     | -                     | 0     | 0     | 0     |
| 2024-2025             | RC Strasbourg         | Ligue 1               | -           | -           | -           | 1                     | 0                     | 0                     | 1     | 0     | 0     |
| Total sur la carrière | Total sur la carrière | Total sur la carrière | 0           | 0           | 0           | 1                     | 0                     | 0                     | 1     | 0     | 0     |

## Palmarès
Avec l'équipe de France des moins de 19 ans, il est finaliste de l'Euro en 2024.